# Guallatiri
Le Guallatiri est un volcan situé dans les Andes, au Chili. Il est situé au sud-ouest du groupe volcanique des Nevados de Quimsachata. Son sommet est recouvert de glace.
La dernière éruption du Guallatiri a eu lieu le 2 décembre 1960.